# Jenny Holl
Jenny Holl (Stirling, 13 september 1999) is een wielrenner uit het Verenigd Koninkrijk.
In 2016 en 2017 reed Holl als junior bij Jadan-Weldtite. In 2018 begon ze bij Team Breeze.
Op de Paralympische Spelen van Tokio in 2021 reed Holl als piloot voor Sophie Unwin, waar ze samen de bronzen medaille haalden. Eerder dat jaar behaalden ze de gouden medaille bij de UCI Para-cycling Road World Championships.
Holl startte meermalen op het Brits nationaal kampioenschap op de weg, zowel in de wegrace als op de tijdrit.